# Regulatory Toxicology and Pharmacology
Regulatory Toxicology and Pharmacology, abgekürzt Regul. Toxicol. Pharmacol., ist eine monatlich erscheinende Peer-Review Fachzeitschrift. Die Erstausgabe erschien im Juni 1981.  Die Zeitschrift veröffentlicht Artikel und Übersichtsarbeiten, die sich mit Stoffbewertungen und Ideen zur Verbindung zwischen wissenschaftlichen Daten und toxikologischer und pharmakologischer Regulation beschäftigen. Regulatory Toxicology and Pharmacology ist die offizielle Zeitschrift der International Society of Regulatory Toxicology & Pharmacology (ISRTP).
Der Impact Factor des Journals lag im Jahr 2014 bei 2,031. Nach der Statistik des ISI Web of Knowledge wird das Journal mit diesem Impact Factor in der Kategorie Toxikologie an 56. Stelle von 87 Zeitschriften, in der Kategorie Rechtsmedizin an vierter Stelle von 15 Zeitschriften und in der Kategorie Pharmakologie und Pharmazie an 146. Stelle von 254 geführt.
Herausgeber ist Gio B. Gori. Gori hatte lange Zeit im National Cancer Institute der USA gearbeitet, in späteren Jahren wurde ihm Nähe zur Tabakindustrie vorgeworfen.